# Мазаева, Нина Яковлевна
Нина Яковлевна Мазаева (27 декабря 1921, село Легостаево, Ново-Николаевская губерния, РСФСР, СССР — 15 мая 2022, Санкт-Петербург, Россия) — советская и российская актриса театра и кино, заслуженная артистка РСФСР (1979).

## Биография
Родилась 27 декабря 1921 года в селе Легостаево Ново-Николаевской губернии, ныне Новосибирской области, в семье Якова Семёновича Мазаева (1885—1937), который был священнослужителем в небольшом приходе; её мать Варвара Архиповна Зотова была выходцем из купеческого сословия. Отец был арестован и расстрелян в 1937 году, мать с детьми переехала в Новосибирск.
Окончив среднюю школу в Красноярске в 1940 году, Нина поехала в Москву поступать во ВГИК и в феврале 1941 года стала студенткой актёрского факультета института в мастерской артистов Вахтанговского театра — Веры Константиновны Львовой и Иосифа Матвеевича Рапопорта. В связи с начавшейся Великой Отечественной войной, ВГИК был эвакуирован в Алма-Ату. Там в июле 1943 года Мазаева была утверждена на главную роль в картину «Небо Москвы» и уехала сниматься в город Куйбышев (ныне Самара). В сентябре того же года съёмки были завершены, и Нина Мазаева вернулась в институт, который с отличием окончила в декабре 1945 года.
Снявшись после этого в фильме «Остров Безымянный», с 1949 по 1951 год работала в Театре Флота. В мае 1954 года стала актрисой Ленинградского областного театра драмы и комедии. В феврале 1987 года Нина Мазаева перевелась в Ленинградский театр имени Ленинского комсомола, из которого ушла в 1990 году из-за тяжёлой болезни мужа — народного артиста РСФСР Владимира Ивановича Ляхова, умершего в том же году.
В 1995 году театральный режиссёр Геннадий Егоров пригласил Нину Яковлевну в созданный им театр «Патриот», в котором актриса стала играть возрастные роли. В 2000 году она приняла решение уйти со сцены. Всего за свою творческую жизнь Мазаева сыграла в восьми фильмах и исполнила около 90 театральных ролей. В 2012 году о Н. Я. Мазаевой вышел документальный фильм «Нина Мазаева. Любовь её жизни».
Последние годы своей жизни актриса провела в Санкт-Петербургском Доме ветеранов сцены имени М. Г. Савиной, где и умерла 15 мая 2022 года. Урна с прахом захоронена в с. Легостаево Новосибирской области.

## Фильмография
- 1944 — Небо Москвы — медсестра Зоя
- 1946 — Остров Безымянный — Ася Москалёва
- 1976 — Вдовы — Зинаида Семёновна Харитонова, дочь погибшего фронтовика
- 1978 — Соль земли — Нелида Егоровна, мать Алексея Краюхина
- 1980 — Вам и не снилось… — директор школы
- 1982 — Родился я в Сибири… — секретарша секретаря обкома
- 1983 — Место действия — мать Алексея
- 1985 — Порох — Роза Ивановна, соседка Никонова
- 2014 — Судьба (короткометражный) — мама